# Magnat (alta noblesa)
|  | Per a altres significats, vegeu «Magnat (desambiguació)». |

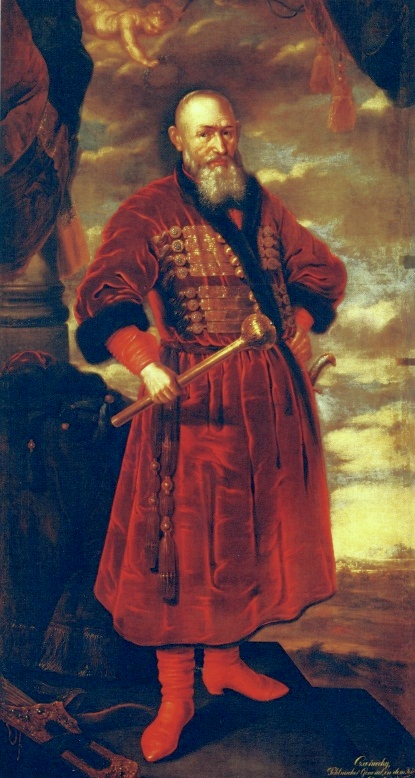
Magnat' polonès del. El hetman Stefan Czarniecki empunya la bulava a la mà dreta. Les botes vermelles (Buty karmazynowe) són un senyal de riquesa.

Magnat, designa un noble o un altre home d'una alta posició social, per naixement, riquesa o altres qualitats. El mot deriva del llatí tardà, magnas, (genitiu magnatis), que significa «ciutadà dels principals del seu càrrec» o «senyor feudal de la més alta categoria».
En referència a l'edat mitjana, el terme es fa servir sovint per distingir els propietaris territorials superiors i senyors de la guerra, com ara comtes, earls, ducs, i prínceps territorials de les baronies.
El terme va ser especialment aplicat als membres del senat al Regne d'Hongria, anomenat Főrendihaz o Casa dels Magnats. També és una jerarquia dins de la noblesa generalment usada a Suècia, al Regne de Polònia (més tard a la Unió polonesolituana), i en alguns altres regnes medievals. A l'edat mitjana hi havia molts bisbes que posseïen feus com un magnat, i en recaptaven els rendiments i el delme.

## Magnats de Polònia
A Polònia tots els membres de la noblesa o szlachta eren iguals davant la llei. ‘Magnat’ no era un títol pròpiament sinó una posició social, basada en la riquesa. Els magnats (o alta noblesa) competien per poders polítics amb la petita i mitjana noblesa així com amb el Król (el monarca). A partir de la segona meitat del segle xvii, els magnats van emergir com a vencedors en la disputa pel poder a la Confederació de Polònia i Lituània, ja que van aconseguir concentrar a les seves mans la majoria de les terres i subordinar a la petita noblesa però preservant l'aparent democràcia o «Llibertat daurada» en els parlaments, no només als sejmiks locals, sinó també al Sejm nacional.
Existien diversos termes per a «magnat» a Polònia:
- Możny - «poderós»; usat fins al segle xv, (posteriorment substituït per Magnat).
- Królik , plural  królewięta  - «petits reis», usat especialment per a magnats amb grans feus a Belarús o Ucraïna.
- Pan - Senyor, (que també es podia aplicar als membres comuns de la szlachta i va començar sovint a usar-se per a persones d'altres classes socials);
- Starsi bracia - «germans més vells» o «germans grans». - Tots els membres de la szlachta es referien uns als altres com a Pan brat, (senyor germà), però els magnats o qui fos nomenat pel Senat de Polònia generalment es donaven mútuament el títol de germans grans, i feien referència als altres nobles com a Młodsi bracia («germans menors») -
- Karmazyn - «carmesís», per les seves cares vestimentes de color vermell, (especialment les botes).

Els títols de càrrecs o dignitats oficials, (no hereditaris), eren molt comuns a la Unió de Polònia i Lituània, com ara: Gran Canceller, Gran Ataman, o bé Gran Forner, Gran Coper, Portaestendard Reial, etc. Per contra es prohibia l'ús de títols a l'estil occidental, (com ara comte o baró), per preservar la «igualtat en la noblesa», (amb poques excepcions), corresponents als vells títols de kniaz, preservats per la Unió de Lublin a alguns magnats lituans i rutens. Els títols de príncep, comte i baró només hi arribaràn només després dels repartiments de Polònia, ja pràcticament al segle xix